# Бобораци
Бобораци е село в Западна България. То се намира в община Радомир, област Перник.

## География
Бобораци е разположено в Радомирската котловина по поречието на река Струма, между Конявската 
отловина, Голотловските височини, Голо бърдо, Верила и Черна гора. Средната надморска височина е 600 – 660 м, климатът е умерено континентален. Отводнява се от река Струма и река Блато (Арката). Почвите са чернозем-смолници и алувиално-ливадни. Налице са благоприятни условия за отглеждане на зърнени култури, лен, овощия и животновъдство. Котловината се пресича в източния край от ЖП линията и шосето София – Атина.

## История
При избухването на Балканската война един човек от Бобораци е доброволец в Македоно-одринското опълчение.

## Културни и природни забележителности
В селото има църква „Света Петка“, която датира от времето, когато е създадено селото. Също така преди време е имало и училище, но е останала само разрушената постройка. В центъра на селото има паметник на загиналите във войната.

## Редовни събития
Всяка година на Петков ден се организира събор.

## Други
Бобораци е известно и като едно от световните щъркелови гнезда. След отводняването на блатото намалява популацията на жабите и съответно на щъркелите, защото естественият им източник на храна е силно ограничен.